# Once de Septiembre
Once de Septiembre u Once de Setiembre es una localidad del noroeste del partido de Tres de Febrero, en la zona oeste del Gran Buenos Aires, Argentina, entre el "Camino de Cintura" y el río Reconquista.

## Toponimia
Toma su nombre por la revolución de 1852

## Clima
El clima es pampeano. Presenta veranos cálidos-calurosos e inviernos frescos, precipitaciones suficientes y en algunas ocasiones fuertes generando inundaciones; y vientos predominantes del este y del noreste, como en el resto de la parte noreste de la provincia de Buenos Aires.
| Parámetros climáticos promedio de Once de Septiembre, BA | Parámetros climáticos promedio de Once de Septiembre, BA | Parámetros climáticos promedio de Once de Septiembre, BA | Parámetros climáticos promedio de Once de Septiembre, BA | Parámetros climáticos promedio de Once de Septiembre, BA | Parámetros climáticos promedio de Once de Septiembre, BA | Parámetros climáticos promedio de Once de Septiembre, BA | Parámetros climáticos promedio de Once de Septiembre, BA | Parámetros climáticos promedio de Once de Septiembre, BA | Parámetros climáticos promedio de Once de Septiembre, BA | Parámetros climáticos promedio de Once de Septiembre, BA | Parámetros climáticos promedio de Once de Septiembre, BA | Parámetros climáticos promedio de Once de Septiembre, BA | Parámetros climáticos promedio de Once de Septiembre, BA |
| Mes                                                      | Ene.                                                     | Feb.                                                     | Mar.                                                     | Abr.                                                     | May.                                                     | Jun.                                                     | Jul.                                                     | Ago.                                                     | Sep.                                                     | Oct.                                                     | Nov.                                                     | Dic.                                                     | Anual                                                    |
| -------------------------------------------------------- | -------------------------------------------------------- | -------------------------------------------------------- | -------------------------------------------------------- | -------------------------------------------------------- | -------------------------------------------------------- | -------------------------------------------------------- | -------------------------------------------------------- | -------------------------------------------------------- | -------------------------------------------------------- | -------------------------------------------------------- | -------------------------------------------------------- | -------------------------------------------------------- | -------------------------------------------------------- |
| Temp. máx. abs. (°C)                                     | 40.7                                                     | 38.8                                                     | 38.1                                                     | 36.6                                                     | 31.4                                                     | 28.9                                                     | 30.3                                                     | 34.4                                                     | 35.6                                                     | 34.1                                                     | 37.1                                                     | 41.2                                                     | 41.2                                                     |
| Temp. máx. media (°C)                                    | 29.2                                                     | 28.4                                                     | 24.9                                                     | 20.7                                                     | 18.0                                                     | 14.3                                                     | 12.0                                                     | 15.1                                                     | 17.5                                                     | 21.7                                                     | 24.5                                                     | 28.5                                                     | 21.2                                                     |
| Temp. media (°C)                                         | 23.9                                                     | 22.8                                                     | 20.5                                                     | 16.4                                                     | 13.5                                                     | 10.2                                                     | 8.2                                                      | 10.7                                                     | 13.4                                                     | 16.9                                                     | 19.8                                                     | 23.5                                                     | 16.7                                                     |
| Temp. mín. media (°C)                                    | 18.7                                                     | 17.3                                                     | 16.1                                                     | 12.1                                                     | 9.1                                                      | 6.2                                                      | 4.5                                                      | 6.4                                                      | 9.3                                                      | 12.1                                                     | 15.2                                                     | 18.5                                                     | 12.1                                                     |
| Temp. mín. abs. (°C)                                     | 5.8                                                      | 4.2                                                      | 2.3                                                      | -2.5                                                     | -4.1                                                     | -5.6                                                     | -5.4                                                     | -4.4                                                     | -2.3                                                     | -1.8                                                     | 2.4                                                      | 4.1                                                      | -5.6                                                     |
| Precipitación total (mm)                                 | 118.5                                                    | 116.9                                                    | 150.7                                                    | 107.2                                                    | 91.9                                                     | 50.3                                                     | 51.4                                                     | 59.9                                                     | 76.7                                                     | 138.1                                                    | 132.4                                                    | 104.3                                                    | 1198.3                                                   |
| Días de precipitaciones (≥ )                             | 6                                                        | 8                                                        | 12                                                       | 10                                                       | 7                                                        | 7                                                        | 6                                                        | 7                                                        | 8                                                        | 9                                                        | 10                                                       | 6                                                        | 96                                                       |
| Horas de sol                                             | 270                                                      | 240                                                      | 190                                                      | 175                                                      | 170                                                      | 135                                                      | 140                                                      | 175                                                      | 180                                                      | 215                                                      | 255                                                      | 260                                                      | 2405                                                     |
| Humedad relativa (%)                                     | 65                                                       | 68                                                       | 71                                                       | 69                                                       | 75                                                       | 75                                                       | 70                                                       | 72                                                       | 79                                                       | 81                                                       | 73                                                       | 69                                                       | 72.3                                                     |
| Fuente: Servicio Meteorológico Nacional                  |                                                          |                                                          |                                                          |                                                          |                                                          |                                                          |                                                          |                                                          |                                                          |                                                          |                                                          |                                                          |                                                          |

### Nevadas
Durante los días 6, 7 y 8 de julio de 2007, se produjo la entrada de una masa de aire frío polar, como consecuencia de esto el lunes 9 de julio, la presencia simultánea de aire muy frío, tanto en los niveles medios de la atmósfera como en la superficie, dio lugar a la ocurrencia de precipitación en forma de aguanieve y nieve conocida como nevadas extraordinarias en la Ciudad de Buenos Aires ya que esto ocurrió prácticamente en todo Buenos Aires y demás provincias. Fue la tercera vez en la que se tiene registro de una nevada en la localidad, las anteriores veces fueron en los años 1912 y 1918.

### Sismicidad
La región responde a la «subfalla del río Paraná», y a la «subfalla del río de la Plata», con sismicidad baja; y su última expresión se produjo el 5 de junio de 1888 (137 años) de silencio sísmico), a las 3.20 UTC-3, con una magnitud probable, de 5,0 en la escala de Richter (terremoto del Río de la Plata de 1888).
La Defensa Civil municipal debe advertir sobre escuchar y obedecer acerca de 
Área de
- Baja Sismicidad, con silencio sísmico de 137 años
- Tormentas severas

### Población
Contaba con 4,355 habitantes (Indec, 2001), siendo la población más pequeña del partido.